# 阿诺河畔圣保禄堂
43°42′46.1″N 10°23′36.58″E / 43.712806°N 10.3934944°E

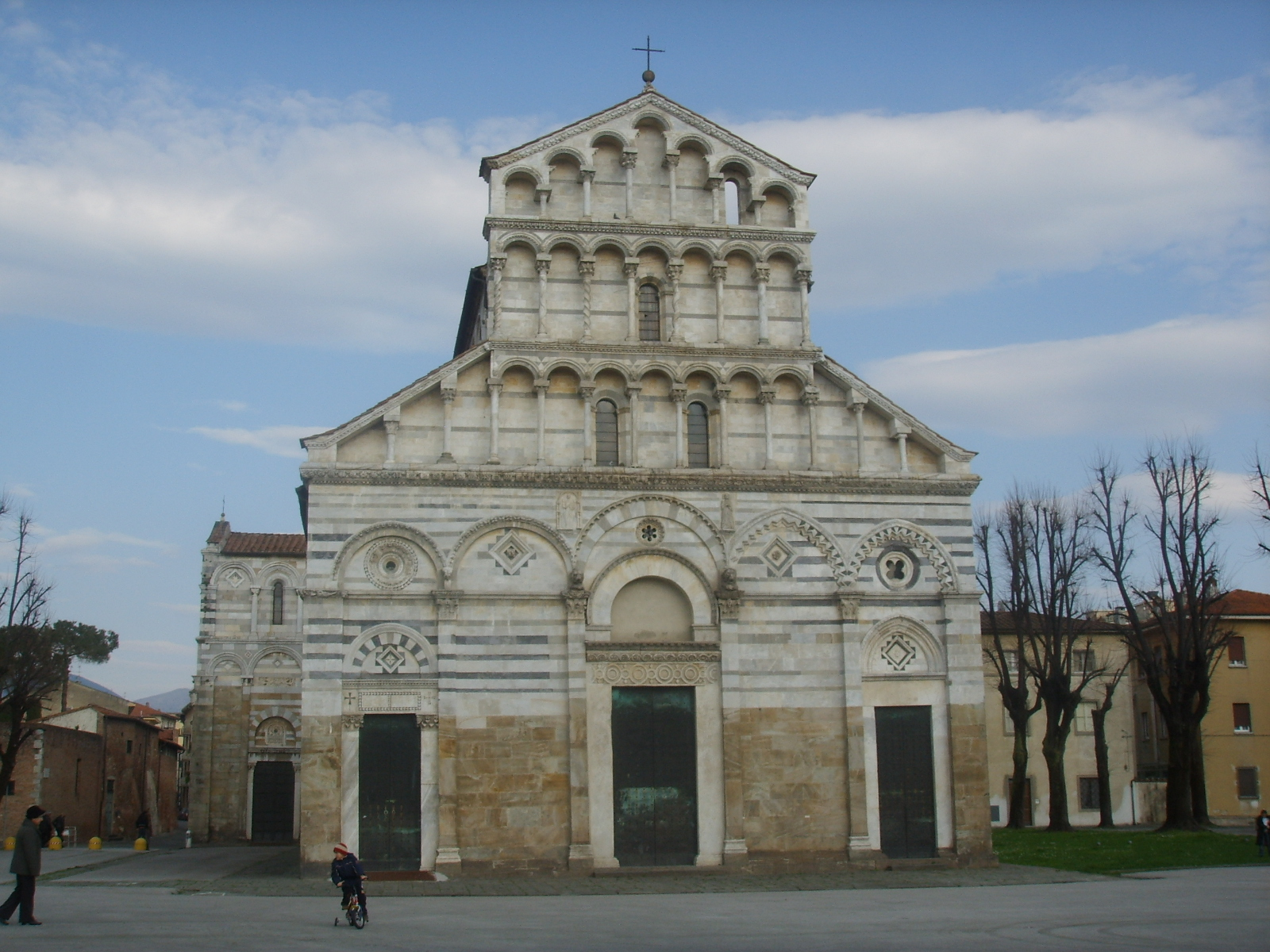
立面

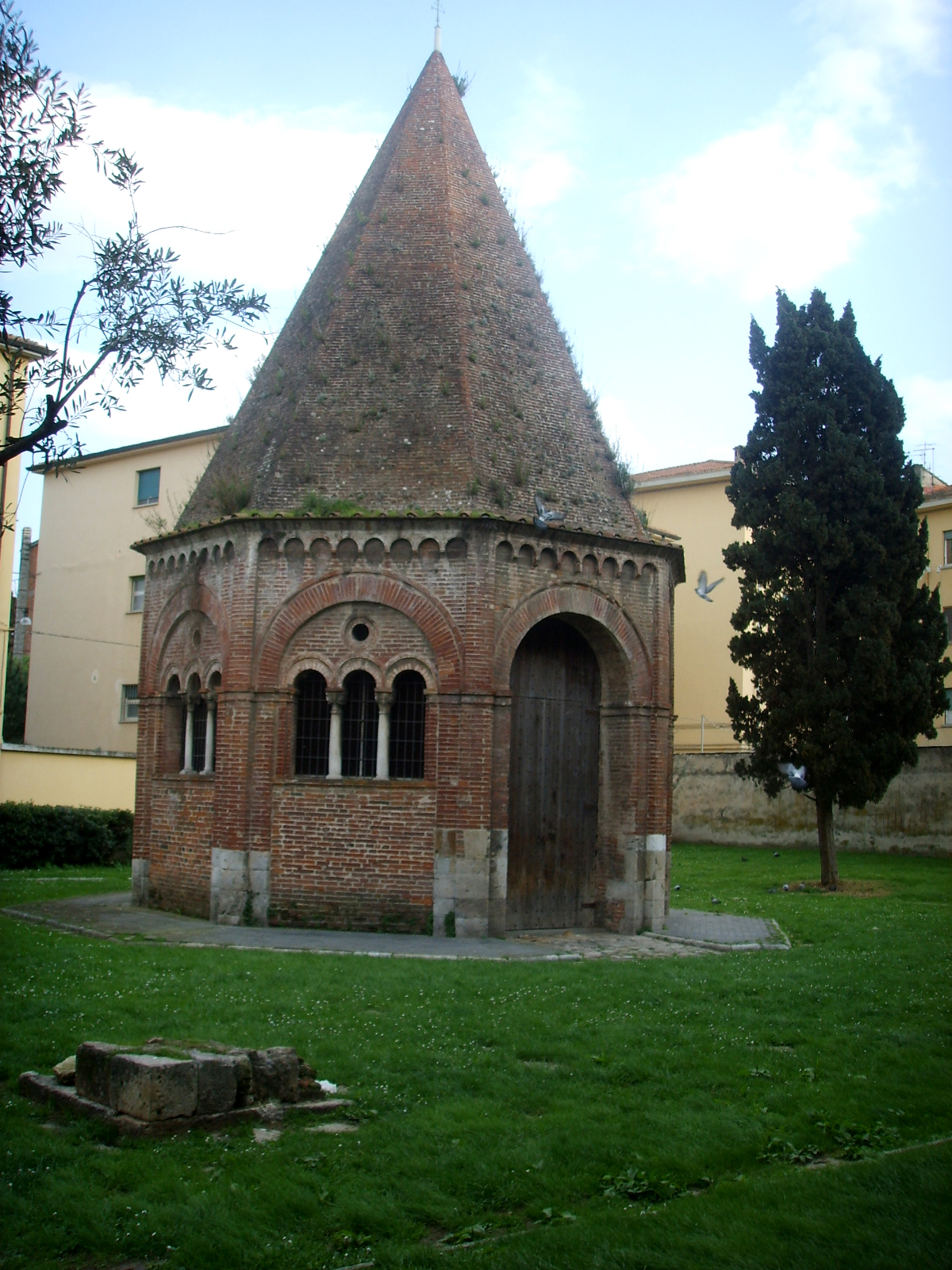
圣亚加大小堂

阿诺河畔圣保禄堂 （San Paolo a Ripa d'Arno）是意大利比萨的一座罗马天主教教堂，在当地又称为“老座堂”（Duomo vecchio）。这是托斯卡纳罗马式建筑的一个杰出范例。
该堂历史可追溯到925年，到1032年教会建筑已经存在。最初附属于本笃会修道院，1092年归属Vallumbrosan会修道院，1147年又归属一家医院。
该建筑，其设计归功于建筑师Bruschetto，在11至12世纪改建，风格类似于比萨主教座堂, 由尤金三世在1148年重新祝圣。
1409年该建筑群归属枢机主教 Landolfo di Marramauro，自1552年归属圣米尼亚托的 Grifoni家族。1565年后，交给圣斯德望骑士团。修会被取缔后，在1798年该堂成为一个堂区。
1853年该建筑由彼得贝里尼进行改建，恢复原来的罗马式风格。第二次世界大战期间，比萨许多教堂遭到破坏，该堂也不例外。在1949 - 1952年进行了修复。在修复过程中，拆除了后面的建筑，圣亚加大小堂恢复其原有的独立状态。
双色大理石立面设计于12世纪，但可能是由乔瓦尼·皮萨诺完成于14世纪。内部是拉丁十字形平面，一个中殿和两个走道，由厄尔巴花岗岩圆柱划分，中心是一个穹顶。堂内有13世纪壁画《十字架》、14世纪的《圣母与圣徒》，以及2世纪的罗马石棺。石棺的浮雕被尼古拉·皮萨诺和他的学生阿诺尔福·迪·坎比奥用作模特。

## 圣亚加大小堂
教堂后面是圣亚加大小堂，由僧人围绕1063内置了一款罗马式风格，由修士建于约1063年。修建小堂是为了庆祝在这一年征服巴勒莫，供奉在西西里岛殉道的这位圣人。然而，教堂存在的第一份书面认证是在1132年。
这是一座砖砌八角形建筑，有壁柱，拱门包括直棂窗和一个不寻常的金字塔尖。
第二次世界大战之前，小堂位于回廊中，从外部看不到它。在1943年轰炸中，周围建筑被破坏，战后重建时没有恢复，只剩小堂独立于绿地之中。